# چارلی پلامر
چارلی فالکنر پلامر (انگلیسی: Charlie Faulkner Plummer؛ زادهٔ ۲۴ مهٔ ۱۹۹۹) بازیگر آمریکایی است. او کار خود را به‌عنوان بازیگر کودک در فیلم‌های کوتاه آغاز کرد و نخستین فیلم بلند خود را در درام محو نمی‌شود (۲۰۱۲) به کارگردانی دیوید چیس بازی کرد و سپس نقش اصلی فیلم کینگ جک (۲۰۱۵) را گرفت. در سال ۲۰۱۷، او با بازی در نقش جان پل گتی سوم در فیلم هیجان‌انگیز تمام پول‌های جهان به کارگردانی ریدلی اسکات و یک نوجوان آشفته در درام به پیت تکیه کن اثر اندرو هیگ شهرت بیشتری به دست آورد. نقش‌آفرینی او در به پیت تکیه کن برایش جایزه مارچلو ماسترویانی را به همراه داشت.
در تلویزیون، پلامر نخستین حضور برجسته خود را در درام‌های امپراتوری بوردواک (۲۰۱۱–۲۰۱۳) و آپارتمان‌های گرانیتی (۲۰۱۳–۲۰۱۵) داشت. او از آن زمان در مینی‌سریال در جستجوی آلاسکا (۲۰۱۹) بازی کرد و در سریال بانوی اول (۲۰۲۲) فرانکلین دلانو روزولت جوان را به تصویر کشید.

## زندگی شخصی
پلامر در شهر نیویورک زندگی می‌کند و گیاه‌خوار است. او پیش از اینکه حرفه بازیگری تمام‌وقت را دنبال کند، به دلیل اشتیاقش به فوتبال، قصد داشت بازیگری را کنار بگذارد تا به‌عنوان مدیر کل یک تیم فوتبال کار کند.